# Strandpromenaden i Kristiansand
Strandpromenaden (9-31, 8-32) er en gade i Kvadraturen i Kristiansand (Vest-Agder fylke, Norge). Gaden løber langs Østerhavnen, parallelt med Østre Strandgate fra Vestre Strandgate via Retrancementet, langs Christianholm bådhavn til Kronprinsens gate. 12 ejendomme er matrikuleret til gaden. Gaden er i det meste af sit løb spærret for gennemkørsel med motorkøretøjer, men trafikeres dog i turistsæsonen i forbindelse med sightseeing.
Langs hele Strandpromenaden ligger flere af Kristiansands skønneste parker på rad og række.

## Gravaneparken
Gravaneparken befinder sig langs vandkanten, ved Hartmanns brygge og Vestre Strandgate, vis-a-vis Fiskebrygga.

## Otterdalsparken
Otterdalsparken med fontæneanlægget af kunstneren Kjell Nupen, det næststørste fontæneanlæg i Norge efter Vigelandsanlegget.

## Tresse
Retranchementet eller «Tresse» som er det lokale navn. Dette er en park og en åben plads foran Christiansholm fæstning. Tresse er byens tusenårssted og benytts som byens festplads, arrangementer, koncerter og strandvolleyballturnering. Legeplads og udendørs is- og boldbane. Statue af Camilla Collett og flypioneren Bernt Balchen.
Parken fortsætter ved småbådshavnen Christiansholm båthavn (kaldes også Langfeldts allmenning).

## Bystranda
Bystranda er en offentlig badestrand, ikke langt syd for Strandpromenaden.

## Galleri:Strandpromenaden
- Strandpromenaden har sit løb fra Gravaneparken ved Vestre Strandgate
- I Otterdalsparken ved Strandpromenaden findes Norges næststørste fonteneanlæg af Kjell Nupen
- Strandpromenaden passerer parkområdet Tresse (Retranchementet) og Christiansholm fæstning (billedet)
- Statue af Camilla Collett
- Bystranda i Kristiansand, lige indtil Strandpromenaden